# رالف ميليباند
كان رالف ميليباند (المولود باسم أدولف ميليباند في 7 يناير عام 1924 - 21 مايو عام 1994) عالم اجتماع بريطاني. وصف بكونه أحد «أشهر الأكاديميين الماركسيين من بين أبناء جيله» في الطريقة التي قورن بها مع إ. ب. تومبسون وإريك هوبسباوم وبيري أندرسون.
ولد ميليباند في بلجيكا لعائلة من المهاجرين البولنديين اليهود المنتمين للطبقة العاملة. لاذ بالفرار مع والده إلى بريطانيا في عام 1940 حتى يتلافيا التعرض للاضطهاد بعد غزو ألمانيا النازية لبلجيكا. أصبح منخرطًا في السياسة اليسارية على ضوء تعلمه الإنجليزية والتحاقه بكلية لندن للاقتصاد وقطع على نفسه عهدًا بالمواظبة على خدمة القضية الاشتراكية عند زيارته لضريح كارل ماركس. استقر ميليباند في لندن سنة 1946 بعد أدائه للخدمة العسكرية في البحرية الملكية إبان الحرب العالمية الثانية وتجنس ليصبح مواطنًا بريطانيًا في عام 1948.
أصبح عضوًا بارزًا في حركة اليسار الجديد ببريطانيا بحلول ستينيات القرن العشرين. انتقدت الحركة الحكومات الاشتراكية القائمة في الاتحاد السوفيتي وأوروبا الوسطى (الكتلة الشرقية). نشر ميليباند كتبًا عدة حول النظرية الماركسية وانتقاد الرأسمالية مثل كتاب الاشتراكية البرلمانية (1961) وكتاب الدولة في المجتمع الرأسمالي (1969) وكتاب الماركسية والسياسة (1977).
غدا ابناه ديفيد وإد ميليباند أعضاءً رفيعي المستوى في حزب العمال عقب وفاة والدهما. إذ شغل ديفيد منصب وزير الخارجية البريطاني خلال الفترة الممتدة من عام 2007 حتى عام 2010، في حين تولى إد منصب وزير الطاقة وتغير المناخ وانتُخب في ما بعد زعيمًا للحزب خلال الفترة من عام 2010 حتى عام 2015.

## الحياة والمسيرة المهنية

### النشأة: 1924-1940
نشأ أهل ميليباند في الحي اليهودي المفقر بمدينة وارسو البولندية. كان والده صامويل ميليباند عضوًا في الرابطة اليهودية العمالية الاشتراكية بوارسو.
كانت عائلته من ضمن اليهود البولنديين الذي هاجروا صوب الغرب إلى مدينة بروكسل البلجيكية عقب الحرب العالمية الأولى في عام 1922. وهناك اجتمع والدا ميليباند للمرة الأولى وتزوجا في عام 1923. كان والده صامويل (1895-1966) حرفيًا ماهرًا يشتغل في صنع البضائع الجلدية وكانت والدته رينيا التي ولدت باسم رينيه ستاينلاوف (1901-1975) تعمل كبائعة قبعات نسائية متجولة. كانت رينيا تشعر بالحرج من اضطرارها للعمل في هذه المهنة إذ أخفت الأمر عن جيرانها ولكنها احتاجت هذا المدخول الإضافي نتيجة للمصائب الاقتصادية الناجمة عن الكساد الكبير خلال ثلاثينيات القرن العشرين. تحدثت رينيا اللغة البولندية بطلاقة ولكن زوجها لم يتلقى سوى تعليمًا أساسيًا للغاية ولذلك لم يتحدث على الأرجح سوى اللغة اليديشية غير أنه علّم نفسه الفرنسية من خلال مداومته على قراءة الصحف. ولد ابنهما أدولف في بروكسل يوم 7 يناير عام 1924.
ترعرع أدولف بين أبناء الطبقة العاملة في بلدة سان جيل وانتسب إلى مجموعة خاشومير خاتزايير (الحارس الشاب) الشبابية الصهيونية الاشتراكية حين كان في الخامسة عشر من العمر في عام 1939. اجتاحت جيوش ألمانيا النازية بلجيكا بعد اندلاع الحرب العالمية الثانية في شهر مايو من عام 1940. ونظرًا لكونهم يهودًا فقد قررت أسرة ميليباند الفرار من البلاد هربًا من السلطات النازية المعادية للسامية بيد أنهم فوّتوا القطار المتجه إلى باريس، ورغم أن أدولف الذي كان حينها في السادسة عشر من العمر أراد الذهاب سيرًا على الأقدام باتجاه الحدود فإن العائلة أدركت بأن أخته الصغرى آنا هيلين ذات الإثني عشر ربيعًا كانت صغيرةً للغاية على مثل هكذا رحلة طويلة شاقة. وبالنهاية قرروا أن تبقى رينيا مع آنا هيلين في بروكسل في حين يمضي صامويل ورالف قدمًا ليقطعوا رحلتهم صوب باريس. غير أن صامويل قرر تغيير خطته وذهب بصحبة ابنه إلى مدينة أوستند وصعدوا على متن آخر قاربٍ متجهٍ نحو بريطانيا. ووصلوا إلى البلاد يوم 19 مايو عام 1940.

### سنواته الأولى في بريطانيا: 1940-1959
تخلى ميليباند في لندن عن اسم أدولف بسبب ارتباطه بالزعيم النازي أدولف هتلر وبدأ يطلق على نفسه اسم «رالف». وجد هو ووالده عملًا في منطقة تشيزويك إذ اشتغلا في نقل الأثاث من المنازل التي تعرضت للقصف في حملة القصف الألماني على المدينة واستطاعا نقل أخبارهم إلى رينيا وآن ماري بعد ستة أسابيع وأخبرهما بأنهما كانا في لندن. استطاعت رينيا وآن ماري الهرب بعدما بلغهما بأن النازيين يجمعون يهود بلجيكا ويرسلوهم إلى معسكراتٍ للإبادة في خضم الهولوكوست ولذلك ذهبتا إلى مزرعةٍ ريفية واخفتهما عائلة فرنسية هناك حتى نهاية الحرب ليجتمعا بعدها بصامويل ورالف. بيد أن العديد من أقارب ميليباند وصديقه المفضل موريس تان كانوا قد قضوا في الهولوكوست.

صادف ميليباند في مراهقته بلندن معاداة السامية وهو ما أثار استياءه. إذ ذكر في فقرةٍ من مذكراته كتبها بعد فترة وجيزة من وصوله إلى بريطانيا:
«يعد الرجل الإنجليزي وطنيًا مسعورًا. ولعلهم أكثر شعبٍ وطني في العالم... تكاد تتمنى أن يخسر الإنجليز حين تقع مسامعك على ما يتحدثون به عن هذه الحرب حتى تريهم كيف تكون الأمور. إنهم يكنون احتقارًا عظيمًا تجاه القارة على نحوٍ عام وتجاه الفرنسيين على نحوٍ خاص. لم يكونوا يحبون الفرنسيون قبل هزيمتهم... ولديهم الآن احتقار عظيم تجاه الجيش الفرنسي بعد هزيمتهم... إنجلترا أولًا. يعتبر كافة أبناء الشعب الإنجليزي هذا الشعار من المسلّمات. بالنسبة لهم فإن ضياع إمبراطوريتهم سيكون أسوأ إهانة يمكن أن يتعرضوا لها.»
نال رالف مقعدًا في كلية أكتون التقنية (تعرف الآن باسم جامعة برونيل) الكائنة في غرب لندن بعد تعلمه اللغة الإنجليزية وذلك بمساعدة من مفوضية اللاجئين التابعة لعصبة الأمم في شهر يناير عام 1941. حصل بعدها على مساعدة الحكومة البلجيكية في المنفى حتى يدرس في كلية لندن للاقتصاد (إل إس إي) بعدما أكمل مقرره الدراسي في كلية أكتون. أضحى ميليباند مهتمًا بالماركسية والاشتراكية الثورية وزار ضريح مؤسس الماركسية كارل ماركس في مقبرة هايغيت بشمال لندن وقطع على نفسه عهدًا بخدمة «قضية العمال». وفي غضون ذلك نُقلت الإل إس إي إلى كلية بيترهاوس التابعة لجامعة كامبريدج نظرًا للقصف الجوي المتواصل للوفتفافه على لندن. كان المؤرخ والمنظر الاشتراكي هارولد لاسكي من الشخصيات البارزة في الإل إس إي حينذاك. درس ميليباند تحت إشراف لاسكي وتأثر به من الناحية السياسية تأثرًا كبيرًا.
تطوع ميليباند للذهاب إلى بلجيكا من أجل مساعدة حركة المقاومة فيها واجتاز الاختبار الطبي في شهر يناير عام 1942، ولكن لم يُسمح له بالالتحاق دون الحصول على موافقة السلطات البولندية كونه يحمل الجنسية البولندية. طلب رالف من لاسكي أن يساعده على الالتحاق بالقوات المسلحة وبعد ذلك بمدةٍ وجيزة بعث له لورد الأميرالية الأول أ. ف. ألكسندر رسالةً ينصحه فيها بـ«الذهاب ورؤية نائب الأميرال في الأميرالية والذي بإمكانه تدبر هذا الأمر». التحق ميليباند في صفوف البحرية الملكية في شهر يونيو من عام 1943. وخدم لمدة ثلاث سنوات في القطاع البلجيكي من البحرية الملكية ونال رتبة رقيب أول. خدم رالف على متن عدة سفن بحرية في البحر الأبيض المتوسط كضابط استخبارات ناطق بالألمانية إذ كُلف بمهمة اعتراض الاتصالات اللاسلكية الألمانية. سرعان ما تلاشت مشاعر الفرح التي اكتنفته في بادئ الأمر بعد انقضاء أشهر دون أن يرى قتالًا يذكر إلى حين مشاركته في دعم عمليات إنزال نورماندي في شهر يونيو عام 1944. وصف ميليباند نورماندي بـ«العملية الأكبر في التاريخ» وعبر بأنه كان «من المحال أن يفوتها لقاء أي شيء». كما شهد بعد ذلك أعمالًا حربية أخرى أثناء عملية إنزال طولون.